# 후안 에차노브

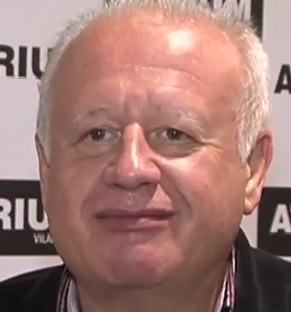

후안 에차노브(Juan Echanove Labanda, 1961년 4월 1일~)는 스페인의 배우, TV 사회자, 연극 배우, 영화배우, 텔레비전 배우이다.
마드리드에서 태어났다.

## 영화
- 아이 윌 웨이트 포 유(2017년)
- 마놀레떼(2007년)
- 알라트리스테(2006년)
- 디오스(2001년)
- 비밀의 꽃(1995년)
- 마누라 죽이기(1992년)
- 처녀 길들이기(1989년)